# Periscepsia natalica
Periscepsia natalica là một loài ruồi trong họ Tachinidae.